# إد فولتون (لاعب كرة قدم أمريكية)
إد فولتون (بالإنجليزية: Ed Fulton) هو لاعب كرة قدم أمريكية أمريكي، ولد في 27 يناير 1955 في بلدة أبينغتون ‏ في الولايات المتحدة.

## وصلات خارجية
- إد فولتون على موقع مرجع كرة القدم المحترفة.كوم (الإنجليزية)